# Liderazgo transaccional
El liderazgo transaccional (o gestión transaccional) es un tipo de estilo de liderazgo que se centra en el intercambio de habilidades, conocimientos, recursos o esfuerzo entre los líderes y sus subordinados. Este estilo de liderazgo prioriza los intereses individuales y la motivación extrínseca como medios para obtener un resultado deseado. Se basa en un sistema de penalizaciones y recompensas para lograr objetivos a corto plazo.
Aunque generalmente se le atribuye a James Downton la creación del término «liderazgo transaccional», James MacGregor Burns amplió el concepto en su libro de 1978 titulado Leadership.
«El liderazgo [transaccional] ocurre cuando una persona toma la iniciativa de establecer contacto con otros con el propósito de un intercambio de cosas valoradas. [...] Sus propósitos están relacionados, al menos en la medida en que los propósitos se sitúan dentro del proceso de negociación y pueden ser promovidos manteniendo dicho proceso. Pero más allá de esto, la relación no va. Los negociadores no tienen un propósito duradero que los mantenga unidos.»
—James MacGregor Burns, Leadership (1978)

## Libro de texto:Líderes transaccionales
"Adhiriéndose a la teoría camino-meta, se espera que los líderes transaccionales hagan lo siguiente:
- "Establecer objetivos, expresar acuerdos claros, dar a conocer las metas que el líder espera de los miembros de la organización, cómo van a ser recompensados por su esfuerzo y compromiso, y proporcionar retroalimentación constructiva para mantener a todos en la tarea" (Vera & Crossan, 2004, p. 224).
- Los líderes transaccionales se centran en aumentar la eficiencia de las rutinas y procedimientos establecidos y están más preocupados por seguir las reglas existentes que por hacer cambios en la estructura de la organización.
- Por lo tanto, operan con mayor eficacia en las organizaciones que han evolucionado más allá del caótico escenario de no tener reglas.
- El liderazgo transaccional establece prácticas estandarizadas que ayudan a la organización a alcanzar la madurez, destacando el establecimiento de objetivos, la eficiencia de la operación, y el aumento de la productividad."

## Jerarquía de necesidades según Maslow
En el contexto de jerarquía de necesidades de Maslow, el liderazgo transaccional trabaja con los niveles básicos de la satisfacción de necesidades, donde los líderes transaccionales se concentran en los niveles inferiores de la jerarquía. Los líderes transaccionales utilizan un modelo de intercambio, dando recompensas por un buen trabajo o los resultados positivos. Por el contrario, las personas con este estilo de liderazgo también pueden castigar por un mal trabajo o resultados negativos, hasta que se solucione el problema. Una manera en que el liderazgo transaccional se está centrando en las necesidades básicas es haciendo hincapié en la ejecución de tareas específicas. Los líderes transaccionales son eficaces para conseguir tareas específicas realizadas individualmente.
Los líderes transaccionales se concentran más en los procesos que en las ideas con visión a futuro. Estos tipos de líderes se enfocan en la recompensa contingente (también conocida como el refuerzo positivo contingente) o penalización contingente (también conocida como el refuerzo negativo contingente). Recompensas contingentes (tales como alabanza) se dan cuando los objetivos establecidos se llevan a cabo a tiempo, antes de tiempo, o para mantener subordinados que trabajan a buen ritmo en diferentes momentos. Castigos contingentes (tales como suspensiones) se dan cuando la calidad o cantidad del rendimiento cae por debajo de los estándares de producción o las metas y tareas no se cumplen en absoluto. A menudo, los castigos contingentes se transmiten en forma de gestión por excepción. Dentro de la gestión por excepción, hay rutas activas y pasivas. Gestión por excepción activa significa que el líder observa continuamente el desempeño de cada subordinado y realiza cambios en el trabajo de los subordinados para hacer correcciones a lo largo del proceso. Los líderes con gestión por excepción pasiva esperan que los problemas lleguen en vez de tomar medidas preventivas.
Con el liderazgo transaccional se pueden aplicar necesidades de nivel inferior pero con un estilo gerencial más alto, esto es una base para el liderazgo transformacional, que se aplica a las necesidades de alto nivel.

## Cualidades del liderazgo transaccional
Los líderes transaccionales utilizan recompensas y castigos para lograr el cumplimiento de sus seguidores. Son motivadores extrínsecos que brindan un cumplimiento mínimo a sus seguidores. Aceptan los objetivos, la estructura y la cultura de la organización existente. Estos líderes transaccionales suelen tener dirección y orientación hacia la acción.
Líderes transaccionales están dispuestos a trabajar dentro de los sistemas existentes y negociar para alcanzar los objetivos de la organización. Tienden a pensar en la resolución de problemas.
El liderazgo transaccional es principalmente pasivo. Los comportamientos más asociados con este tipo de liderazgo se establecen mediante los criterios de recompensa para los seguidores y el mantenimiento del statu quo.
Dentro de liderazgo transaccional, hay dos factores, la recompensa contingente y la gestión por excepción. Recompensa contingente ofrece recompensas por el esfuerzo y reconoce el buen desempeño. Gestión por excepción mantiene el statu quo, interviene cuando los subordinados no cumplen con los niveles de rendimiento aceptables, e inicia una acción correctiva para mejorar el rendimiento.

## Liderazgo transaccional vs. Liderazgo transformacional
Transaccional y transformacional son los dos modos de liderazgo que tienden a compararse más. James MacGregor Burns, distingue entre líderes transaccionales y transformacionales explicando que: líder transaccional son líderes que intercambian recompensas tangibles para el trabajo y la lealtad de los seguidores. Los líderes transformacionales son líderes que se dedican con los seguidores, se centran en las necesidades intrínsecas de orden superior, y elevan la conciencia sobre el significado de los resultados específicos y las nuevas formas en que se podrían alcanzar esos resultados. Líderes transaccionales tienden a ser más pasivos y los líderes transformacionales muestran comportamientos activos que incluyen proporcionar un sentido de misión.
| Transaccional                                                                                 | VS. | Transformacional |
| --------------------------------------------------------------------------------------------- | --- | --- |
| Liderazgo sensible                                                                            |     | Liderazgo proactivo |
| Funciona dentro de la cultura organizacional                                                  |     | Funciona para cambiar la cultura de la organización mediante la implementación de nuevas ideas |
| Los empleados alcanzan objetivos a través de premios y castigos establecidos por el líder     |     | Los empleados alcanzan objetivos a través de altos ideales y valores morales |
| Los seguidores son motivados apelando a su propio interés                                     |     | Los seguidores son animados para poner los intereses del grupo primero |
| Gestión por excepción: mantener el statu quo; acciones correctas para mejorar el rendimiento. |     | Consideración individualizada: cada comportamiento se dirige a cada individuo según su consideración y apoyo. Estimulación intelectual: Promover ideas creativas e innovadoras para resolver problemas. |

### Teoría Y y Teoría X
La Teoría Y y Teoría X de Douglas McGregor también pueden ser comparadas con los dos estilos de liderazgo. La Teoría X se puede comparar con Liderazgo Transaccional, donde los gerentes necesitan gobernar por el miedo y las consecuencias. En este estilo y en esta teoría, el comportamiento negativo es castigado y los empleados están motivados a través de incentivos.
La Teoría Y y el Liderazgo Transformacional se encuentran similares, porque la teoría y el estilo apoyan la idea de que los gerentes trabajan para alentar a sus trabajadores. Los líderes asumen lo mejor de sus empleados. Ellos creen que son de confianza, respetuosos, y automotivados. Los líderes ayudan a suministrar a los seguidores con la herramienta que necesitan para sobresalir.

## Ejemplos de liderazgo transaccional
Los entrenadores de los equipos deportivos son un ejemplo de liderazgo transaccional. Estos líderes motivan a sus seguidores mediante la promoción de la recompensa de ganar el juego.  Ellos infunden un nivel tan alto de compromiso que sus seguidores están dispuestos a correr el riesgo de dolor y lesiones para obtener los resultados que el líder está pidiendo.
Otro ejemplo de liderazgo transaccional es el exsenador del estado de Wisconsin, Joseph McCarthy, y su estilo implacable de acusar a la gente de ser espías soviéticos durante la Guerra Fría. Al castigar a la desviación de las normas y a los seguidores gratificantes, los infiltrados comunistas lo acusaron, McCarthy promueve resultados entre los seguidores. Este estilo de liderazgo es especialmente eficaz en situaciones de crisis, y otro ejemplo de este tipo de liderazgo era Charles de Gaulle. A través de este tipo de recompensa y castigo, fue capaz de convertirse en el líder de la liberación de Francia cuando esta pasaba por una situación de crisis.